# HD 104067
HD 104067 — одиночная звезда в созвездии Ворона на расстоянии приблизительно 66 световых лет (около 20,4 парсек) от Солнца. Видимая звёздная величина звезды — +7,921m. Возраст звезды определён как около 5,525 млрд лет.
Вокруг звезды обращается, как минимум, одна планета.

## Характеристики
HD 104067 — оранжевый карлик спектрального класса K2V, или K2, или K3V. Масса — около 0,78 солнечной, радиус — около 0,812 солнечного, светимость — около 0,307 солнечной. Эффективная температура — около 4852 K.

## Описание
HD 104067 имеет видимую звёздную величину +7,92, и, согласно шкале Бортля, видна невооружённым глазом только на идеально-тёмном небе (англ. Excellent dark-sky site).
Из измерений параллакса, полученных во время миссии Gaia, известно, что звезда удалена примерно на 69 св. лет (21,1 пк) от Земли. Звезда наблюдается южнее 70° с. ш., то есть наблюдается южнее о-ов Тромс, Вайгач, Айон и Диско, то есть, видна практически на всей территории обитаемой Земли, за исключением приполярных областей Арктики.
Средняя пространственная скорость HD 104067 имеет компоненты (U, V, W)=(27.9, −7.40, −36.3), что означает U=27,9 км/с (движется по направлению к галактическому центру), V=−7,40 км/с (движется против галактического вращения) и W=−36,3 км/с (движется в направлении галактического южного полюса). По небосводу звезда движется на юго-восток.

## Свойства звезды
HD 104067 — карлик спектрального класса K3V, что указывает на то, что водород в ядре звезды служит ядерным «топливом», то есть звезда находится на главной последовательности. Звезда излучает энергию со своей внешней атмосферы при эффективной температуре около 4969 К, что придаёт ей характерный оранжевый цвет звезды спектрального класса K.
Масса звезды весьма скромная и составляет 0,791 {\displaystyle M_{\bigodot }}. Радиус звезды обычен для оранжевого карлика и составляет 0,75 {\displaystyle M_{\bigodot }}. Светимость звезды, равная 0,307 {\displaystyle L_{\bigodot }}, несколько велика для звезды спектрального класса K3, поскольку больше соответствует спектральному классу K1. Для того, чтобы планета, аналогичная нашей Земле, получала примерно столько же энергии, сколько она получает от Солнца, её надо было бы поместить на расстоянии 0,55 а.е., то есть примерно в точку на полпути между Меркурием (0,39 а.е.) и Венерой (0,72 а.е.). Причём с такого расстояния HD 104067 выглядела бы на 45 % больше нашего Солнца, каким мы его видим с Земли — 0,73° (угловой диаметр нашего Солнца — 0,5°).
Звезда имеет поверхностную гравитацию 4,49 ± 0,09 СГС или 309 м/с2, то есть в 1,13 раза больше, чем Солнце (274,0 м/с2). Звезды, имеющие планеты, имеют тенденцию к большей металличности по сравнению с Солнцем, и HD 104067 имеет значение металличности −0,06, то есть почти на 13 % меньше, чем на Солнце. Период вращения звезды — 29.8 дня, что даёт скорость вращения почти в 1,5 раза меньше солнечной и равной 1,3 км/с.
Возраст звезды HD 104067 точно не определён, но известно, что звёзды с массой 0,791 {\displaystyle M_{\bigodot }} живут на главной последовательности порядка 19,3 млрд. лет, таким образом HD 104067 ещё очень не скоро станет красным гигантом, а затем, сбросив внешние оболочки, она станет белым карликом.

## Планетная система
В 2009 году группой астрономов, работающих со спектрографом HARPS, было объявлено об открытии планеты HD 104067 b. HD 104067 — газовый гигант, обращается вокруг родительской звезды за 55,8 дня на расстоянии 0,26 а.е. Её приблизительная масса составляет по крайней мере 0,16 массы Юпитера. Равновесная температура планеты — порядка 375 К.
В 2019 году учёными, анализирующими данные проектов HIPPARCOS и Gaia, у звезды обнаружена планета HIP 58451 c.

## Ближайшее окружение звезды
Следующие звёздные системы находятся на расстоянии в пределах 20 световых лет от звезды HD 104067 (включены только: самая близкая звезда, самые яркие (<6,5m) и примечательные звёзды). Их спектральные классы приведены на фоне цвета этих классов (эти цвета взяты из названий спектральных типов и не соответствуют наблюдаемым цветам звёзд):
| Звезда     | Спектральный класс | Расстояние, св. лет |
| HD 105065  | K5 V               | 6.15                |
| Эта Ворона | F2 V               | 13.00               |

Рядом со звездой, на расстоянии 20 световых лет, есть ещё порядка 15 красных, оранжевых карликов и жёлтых карликов спектрального класса G, K и M, которые в список не попали.